# Megalocoleus molliculus
Megalocoleus molliculus is een wants uit de familie van de blindwantsen (Miridae). De soort werd het eerst wetenschappelijk beschreven door Carl Fredrik Fallén in 1807.

## Uiterlijk
De wants kan 4 tot 5 mm lang worden en de volwassen dieren zijn altijd langvleugelig. Het mannetje is langwerpig van vorm en witachtig groen gekleurd terwijl het vrouwtje meer ovaal van vorm is en voornamelijk lichtgeel van kleur is. Het lichaam is bedekt met bruinige en lichte haartjes, de antennes zijn bij beide geslachten geel gekleurd. Op de voorvleugel is in veel gevallen een vage bruine vlek aanwezig en het doorzichtige deel van de vleugels heeft gele aders en donkere en lichte vlekjes. De lichtgele poten hebben op de schenen donkere stekels en het derde segment van de tarsus is donker. De wants kan verward worden met, in Nederland, de enige andere vertegenwoordiger uit het genus, Megalocoleus tanaceti.

## Leefwijze
De soort overwintert als eitje en er is een enkele generatie per jaar. De wantsen kunnen van mei tot september gevonden worden op, of in de buurt van, de waardplant, in dit geval duizendblad (Achillea millefolium)

## Leefgebied
In Nederland komt de soort algemeen voor in wegbermen en bijvoorbeeld ruigtes waar duizendblad groeit. Het verspreidingsgebied strekt zich verder uit van Europa tot in Noord-Afrika en Azië en de soort is later ook in Midden-Amerika terecht gekomen.